# Marta Rzewuska-Frankowska

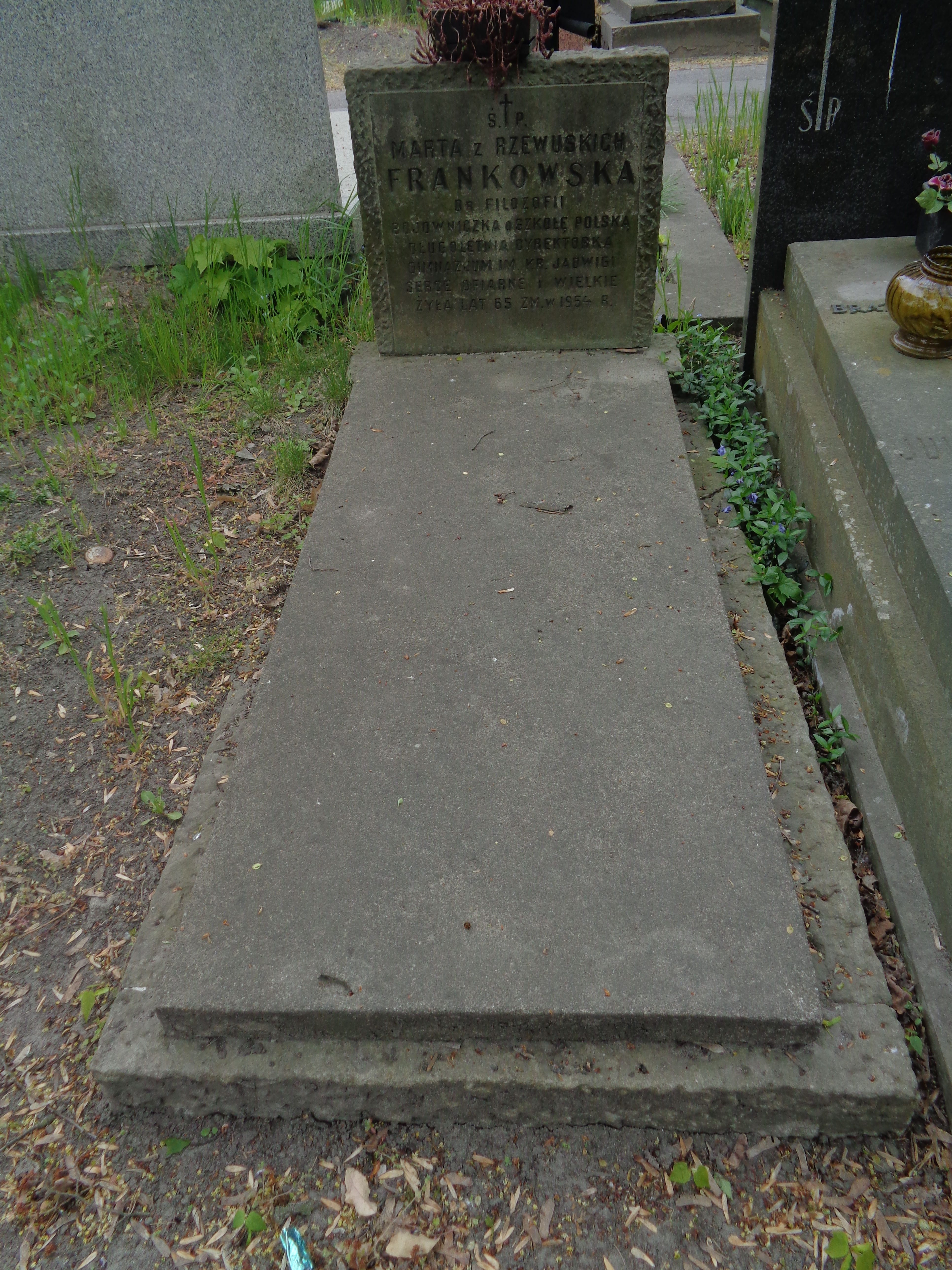
Grób Marty Rzewuskiej-Frankowskiej na cmentarzu Powązkowskim w Warszawie

Marta Zofia Rzewuska-Frankowska, ps. Izia (ur. 12 marca 1889 w Siedlcach, zm. 24 maja 1954) – dr filozofii, antropolog, nauczycielka.

## Życiorys
Ukończyła Wyższe Kursy Pedagogiczne dla Kobiet Jana Miłkowskiego w Warszawie i podjęła pracę jako nauczycielka w Szkole Kolejowej w Żbikowie k. Warszawy, prowadziła jednocześnie koła robotnicze i była kurierką przewożącą z Krakowa do Warszawy transporty bibuły socjalistycznej. Za działalność polityczną została usunięta ze szkolnictwa i w 1913 wyjechała do Zurychu, gdzie rozpoczęła studia antropologiczne, lecz przerwała je ze względu na kłopoty finansowe. W okresie I wojny światowej pracowała w zarządzie Polskiego Komitetu Samopomocy w Szwajcarii. Po wojnie ukończyła studia antropologiczne na Uniwersytecie we Lwowie, a w 1924 uzyskała stopień doktora filozofii za pracę Czaszki z lwowskiej katedry łacińskiej XVII i XVIII-wiecznej. Przyczyniła się do założenia Polskiego Towarzystwa Antropologicznego. Przez cały okres dwudziestolecia międzywojennego, a także po II wojnie, pracowała jako nauczycielka w różnych szkołach podstawowych i średnich w Warszawie (m.in. w X LO im. Królowej Jadwigi, gdzie w latach 1933–1939 była dyrektorką państwowego gimnazjum, a po wojnie w latach 1947–1948 dyrektorką liceum) i Poznaniu, gdzie także od 1928 prowadziła ćwiczenia z pedagogiki w czasopismach naukowych: „Przeglądzie Antropologicznym” i „Czasopiśmie Przyrodniczym”. Zajmowała się popularyzacją wiedzy przyrodniczej m.in. we Wszechnicy Radiowej.
Zmarła 24 maja 1954 i została pochowana na warszawskich Powązkach (kwatera 116-2-11).

## Odznaczenia
- Złoty Krzyż Zasługi (10 marca 1939)[4]